# Трансвагинальная пункция фолликулов
Трансвагинальное извлечение ооцитов (TVOR), также называемое извлечением ооцитов (OCR), — это метод, используемый при экстракорпоральном оплодотворении (ЭКО) для удаления ооцитов из яичника женщины, что позволяет оплодотворять вне тела. Трансвагинальное извлечение ооцитов более правильно называть трансвагинальным извлечением яйцеклетки, когда ооциты созревают в яйцеклетки, как это обычно бывает при ЭКО.

## Процедура
Под контролем ультразвука оператор вводит иглу через стенку влагалища в фолликул яичника, стараясь не повредить органы, расположенные между стенкой влагалища и яичником. Другой конец иглы присоединяется к отсасывающему устройству. После проникновения в фолликул осторожно отсасывают фолликулярную жидкость.а вместе с ним, будем надеяться, клеточный материал, включая ооцит. Фолликулярная жидкость доставляется технику лаборатории ЭКО для идентификации и количественного определения яйцеклеток. Затем аспирируют другие фолликулы. После аспирации фолликулов яичника на одном яичнике игла извлекается, и процедура повторяется на другом яичнике. Удаление 20 ооцитов не является чем-то необычным, поскольку женщины обычно подвергаются гиперстимуляции перед этой процедурой. После завершения игла извлекается, и достигается гемостаз. Обычно процедура длится 20-60 минут.
Первоначально выполняемая с использованием трансабдоминального ультразвукового исследования, в настоящее время TVOR выполняется с помощью трансвагинального ультразвукового датчика с присоединенной иглой. TVOR выполняется в операционной или кабинете врача, когда пациент (женщина) находится в положении литотомии. TVOR обычно выполняется под процедурной седации, общей анестезии, парацервикальная блок, а иногда и спинальной анастезии. Местная анестезия обычно не используется, поскольку местные анестетики мешают расщеплению фолликулов, и этот метод требует множественных проколов иглой.

### Дополнительные процедуры
Не было обнаружено, что промывание фолликулов увеличивает частоту наступления беременности и не приводит к увеличению выхода ооцитов. С другой стороны, это требует значительно большего времени операции и большего обезболивания.
Семенная жидкость содержит несколько белков, которые взаимодействуют с эпителиальными клетками шейки матки и матки, вызывая активную гестационную иммунную толерантность. Когда женщины подвергаются воздействию семенной плазмы, примерно во время извлечения ооцитов, результаты значительно улучшаются, что имеет статистическую значимость для клинической беременности, но не для продолжающейся беременности или коэффициентов живорождения при ограниченных доступных данных.

## Сроки
TVOR обычно выполняется после гиперстимуляции яичников, когда ооциты фармакологически стимулируются к созреванию. Когда фолликулы достигли определённой степени развития, индукции окончательного созревания ооцитов выполняется, как правило, путем внутримышечной или подкожной инъекции в хорионического гонадотропина человека (ХГЧ). TVOR обычно выполняется через 34-36 часов после инъекции ХГЧ, когда яйца полностью созрели, но незадолго до разрыва фолликулов.

## Осложнения
Введение ХГЧ в качестве триггера овуляции создает риск синдрома гиперстимуляции яичников, особенно у женщин с синдромом поликистозных яичников, которые подвергались гиперстимуляции во время предыдущих циклов вспомогательной репродукции.
Осложнения TVOR включают повреждение органов малого таза, кровотечение и инфекцию. Кровоизлияние в яичники после TVOR, которое чаще встречается у худых пациентов с синдромом поликистозных яичников, является потенциально катастрофическим и не очень редким осложнением. Дополнительные осложнения могут возникнуть в результате внутривенной седации или общей анестезии. К ним относятся асфиксия, вызванная обструкцией дыхательных путей, апноэ, гипотонией и легочной аспирацией содержимого желудка.
Методы анестезии на основе пропофола приводят к значительным концентрациям пропофола в фолликулярной жидкости. Поскольку было показано, что пропофол оказывает вредное воздействие на оплодотворение ооцитов (на модели мышей), некоторые авторы предположили, что доза пропофола, вводимая во время анестезии, должна быть ограничена, а также что полученные ооциты должны быть промыты от пропофола. Опыт показывает, что некоторые примеси в воздухе химические и частицы, особенно летучих органических соединений (ЛОС), могут быть токсичными для и ухудшает рост и развитие в эмбрионах, если присутствуют в достаточных концентрациях в окружающей атмосфере IVF инкубатора.
Эндометриоз, по-видимому, представляет собой проблему для TVOR, которая может отражаться на показателях эффективности отдельного хирурга для процедуры, независимо от диаметра ранее существовавшей эндометриомы яичников (OMA) или спаек яичников. Ожирение — ещё один фактор, который может затруднить выполнение процедуры.

## История
Этот метод был впервые разработан Пьером Делленбахом и его коллегами из Страсбурга, Франция, и описан в 1984 году. Степто и Эдвардс использовали лапароскопию для извлечения ооцитов, когда было введено ЭКО, и лапароскопия была основным методом восстановления ооцитов до появления TVOR.